# Kriegerdenkmal (Bollendorf)

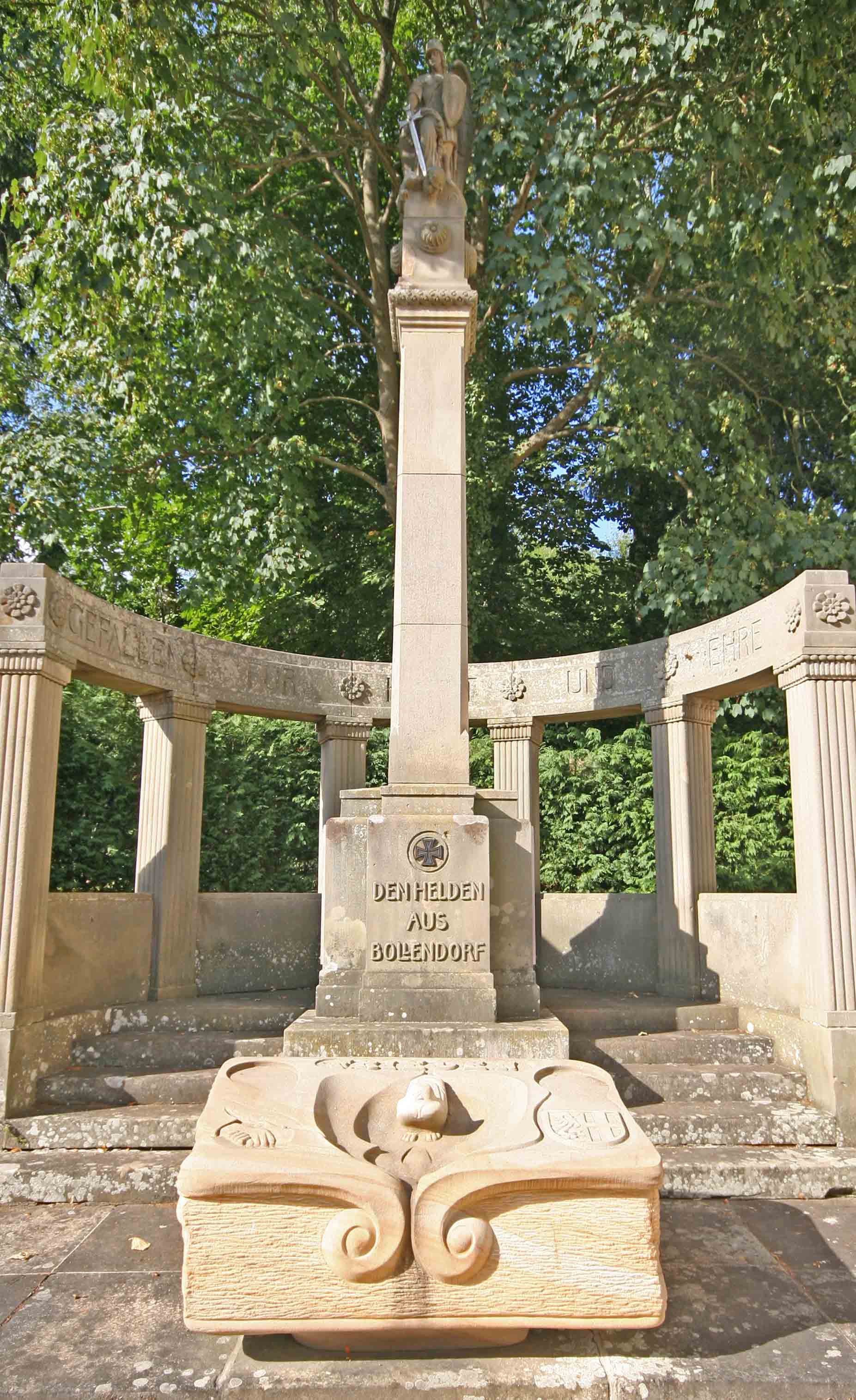
Kriegerdenkmal in Bollendorf

Das Kriegerdenkmal in Bollendorf, einer Ortsgemeinde im Eifelkreis Bitburg-Prüm in Rheinland-Pfalz, wurde 1925 errichtet. Das Kriegerdenkmal an der Kirchstraße vor der Kirche St. Michael, das zur Erinnerung an die im Ersten Weltkrieg Gefallenen der Gemeinde erbaut wurde, ist ein geschütztes Kulturdenkmal.
Auf einer rechteckigen steinernen Säule steht die Skulptur des Erzengels Michael mit Schwert, der den Satan bezwingt (Offb 12,7–9 ). Am Sockel steht: „Den Helden aus Bollendorf.“
Umrahmt wird das Denkmal von einer Kolonnade aus Stein mit schmückenden Blumenreliefs und der Inschrift: „Gefallen für Heimat und Ehre“.